# القرى التركية

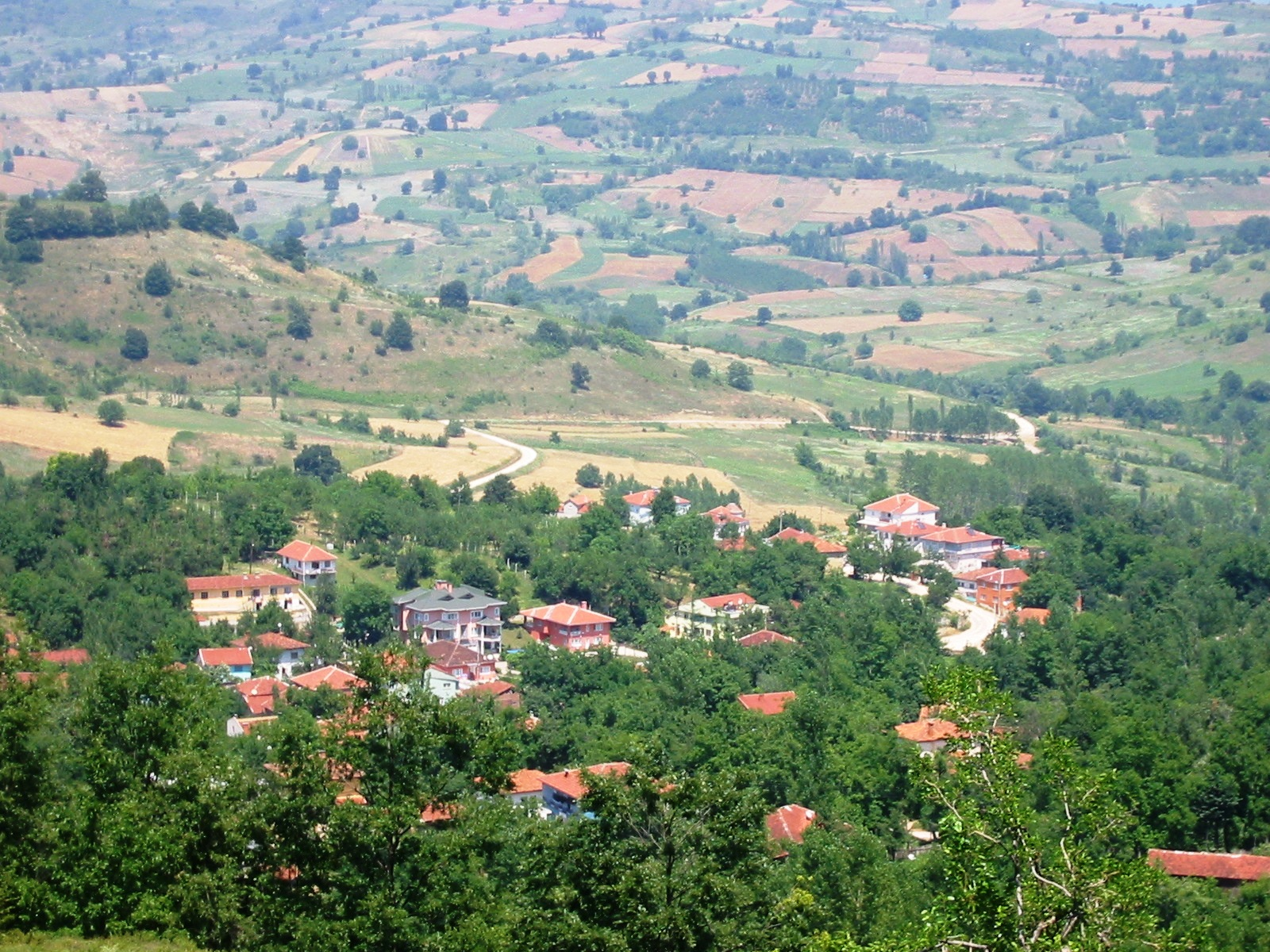
قرية خيرية (في محافظة بورصة)

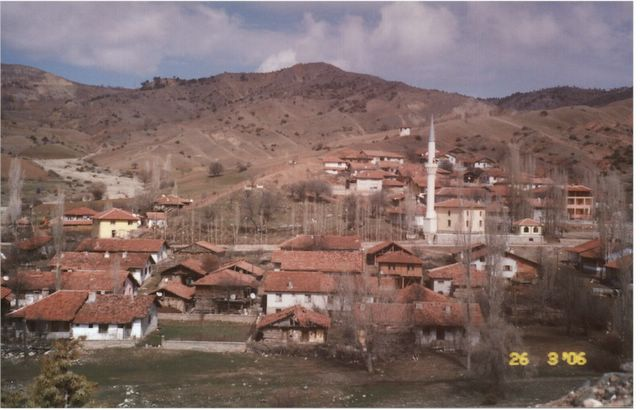
تشاكيرلار (في محافظة تشينكري)

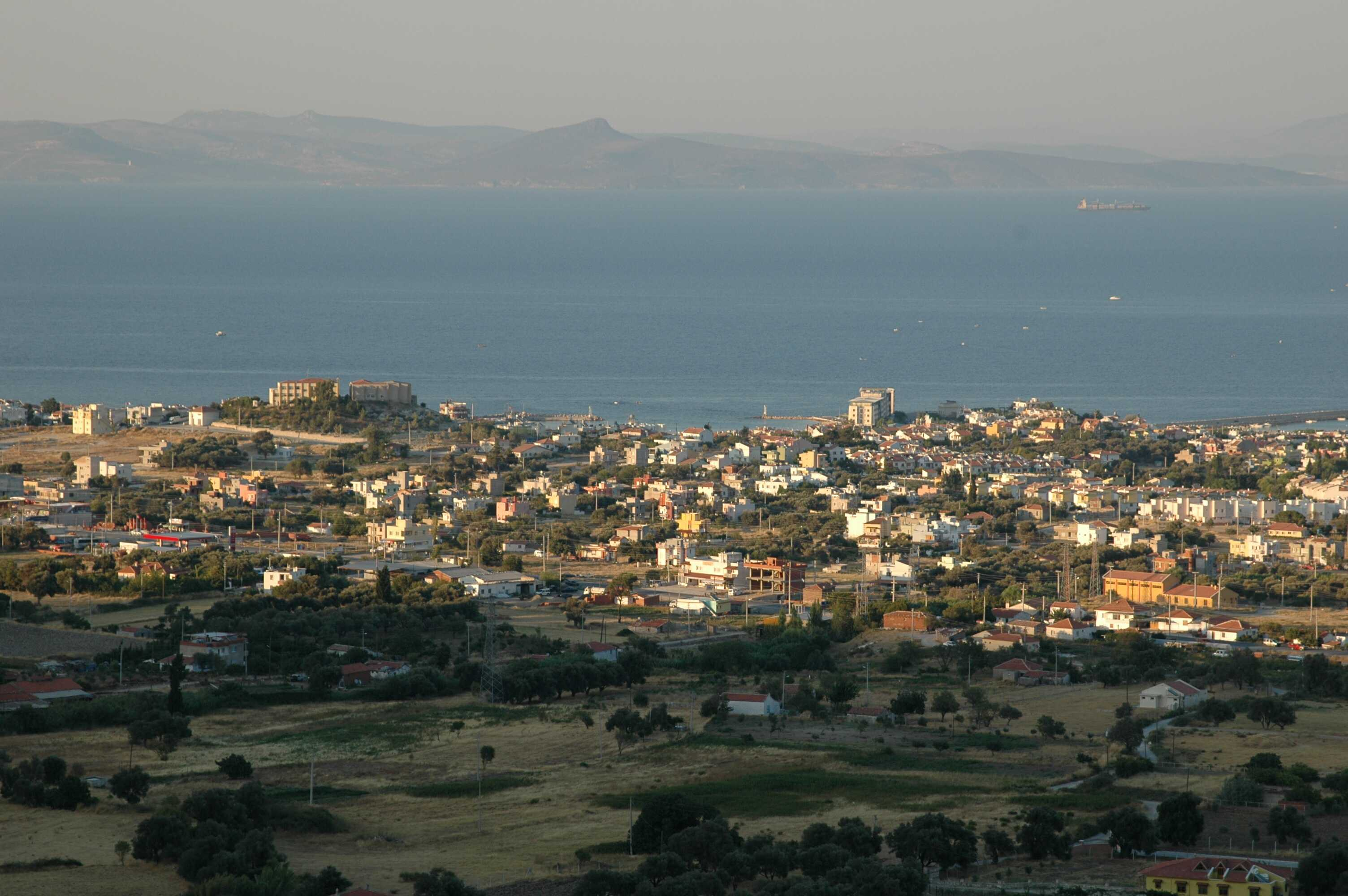
مارداقون (محافظة إزمير)

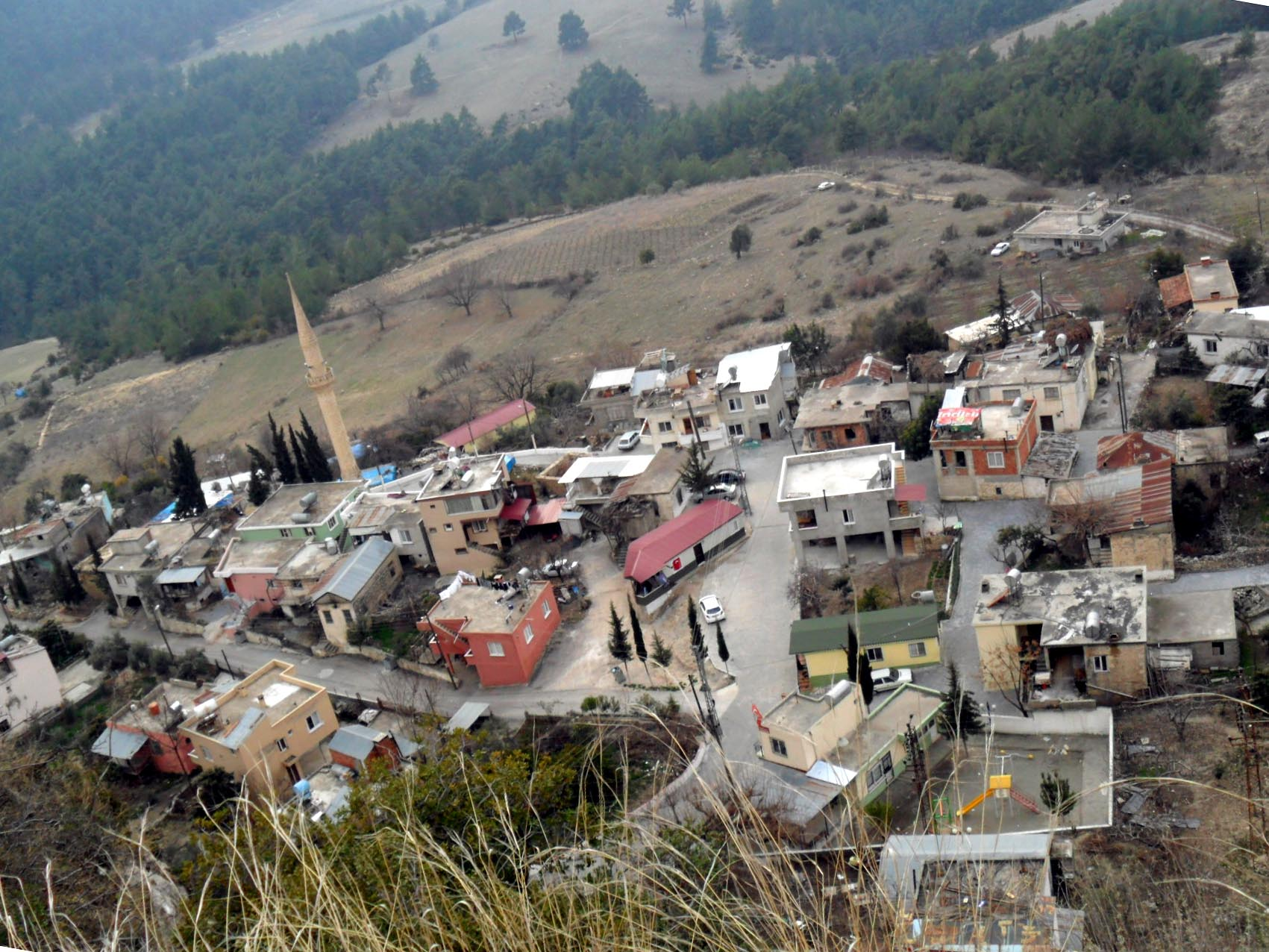
كميليا(محافظة ميرسن)

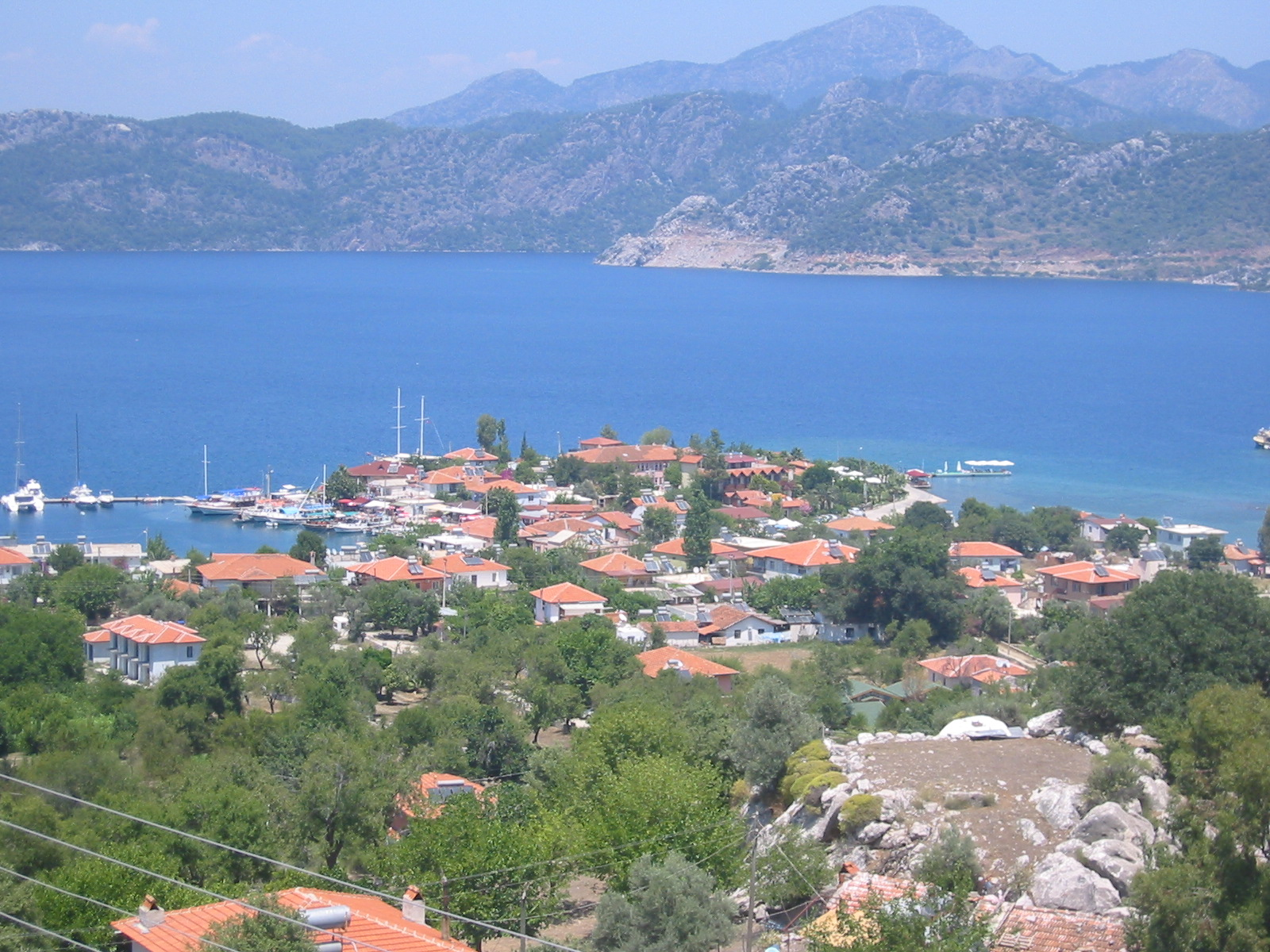
السالمية (محافظة معلا)

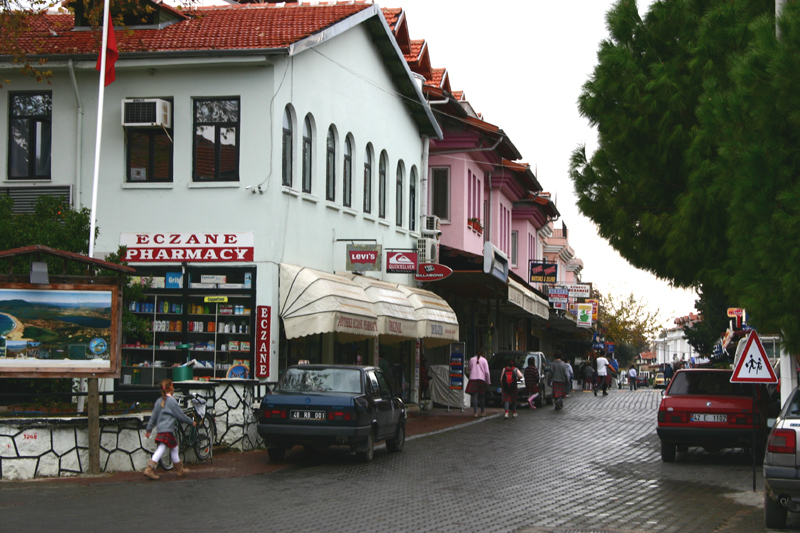
داليان (في محافظة معلا)

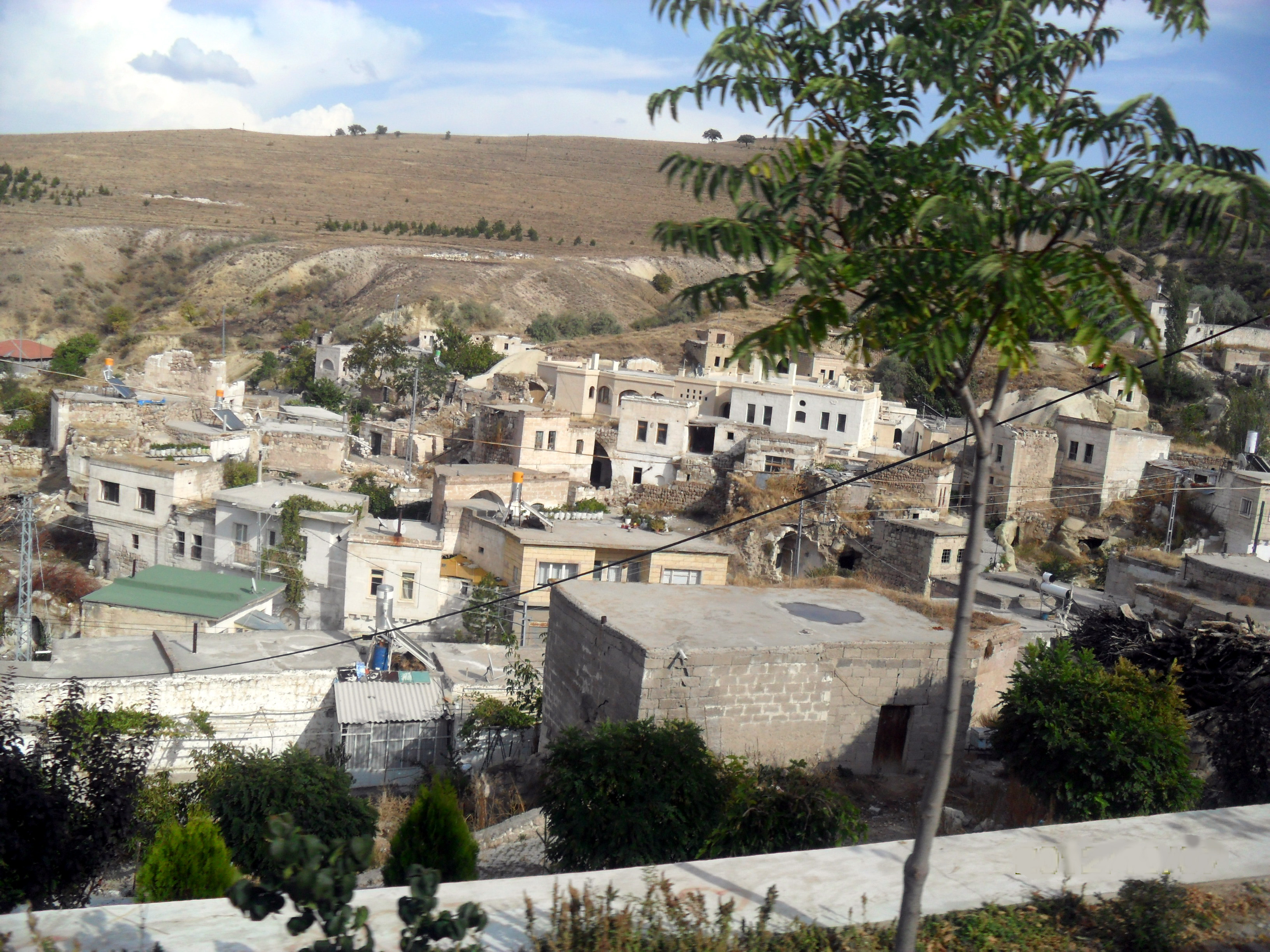
قرية ايفالي(محافظة نيفشيهر)

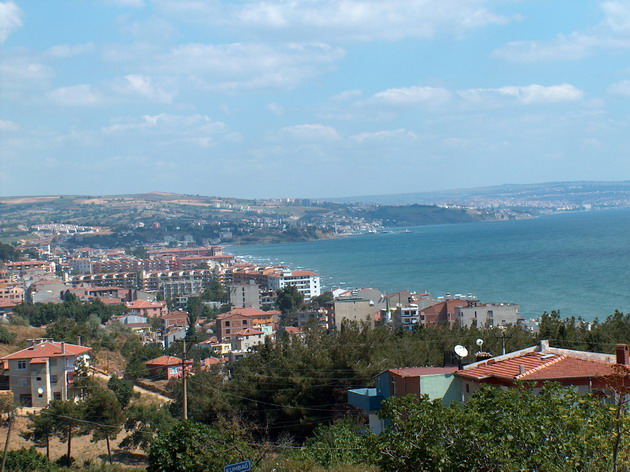
كومبا(في محافظة تيكردا)

القرى التركية مسمى القرية بالتركية هي (köy) وهي أصغر تجمع سكاني في تركيا
هناك ما يقارب 81 محافظة في تركيا ، يسمى حاكم كل محافظة بالوالي ، وهناك أيضاً مجموعة من الأحياء في كل محافظة وتسمّى بالتركية (İlçe). فمثلاً في إسطنبول المقاطعة الأكثر اكتظاظاً بالسكان هي المقاطعة رقم 39 ، أما بالنسبة للمحافظات الأقل سكاناً فيبلغ عددها 3 مقاطعات . توجد في المقاطعة 51 عاصمة المقاطعة وأيضاً تعرف بنفس اسم المقاطعة مثال على ذلك محافظة كارمان وعاصمتها كارمان ، بينما في مقاطعة 30 قسمت العاصمة المقاطعة إلى مقاطعات رئيسية ولكل مقاطعة اسم مميز ، يبلغ مجموع هذه المناطق 919 (وتشمل الواحد والخمسين مقاطعة رئيسية) ، ويدعى حاكم لتلك المقاطعات بقائم مقام.

## أصغر الوحدات
هناك أكثر من 30000 قرية في تركيا ولقد كانت القرى تدعى بالقرية (Karya )في عصر الدولة العثمانية، أما الآن في تركيا فتدعى القرية Köy . هناك المئات من القرى في كل محافظة ، وتقع هذه القرى في أرياف المقاطعات ويسمى مولى القرية بالمختار( muhtar).
خلال السنوات الأولى من بداية عهد الجمهورية التركية ، أنشئت الناحية الإدارية وتسمى القطاعات الثانوية (Bucak) وتم إنشائها للقرى النائية ، واختير مركز القطاعات الثانوية كأحد هذه القرى، والآن رغم استمرارهم على هذا النحو إلا أن الكينونة القانونية في 51 محافظة لا تملك أي وظيفة إدارية.

## القرى المجاورة
وفق ما نصّه القانون رقم 2320 اعتبرت القرى الأخرى كقرىً مجاورة بشكل رسمي في 30 محافظة بدءا مع العام 2013 . وأيضاً البلديات في مركز المقاطعات هي مسئولة عن القرى الأخرى .
ويبلغ عدد القرى التي أعيدت تسميتها بالأحياء 16803 قرية ولكن التنظيم القانوني لم يؤثر سلبا على بعض القرى التي يبلع عددها 18214 والتعداد السكاني في الذي يشمل 51 محافظة أخرى.

## معرض صور

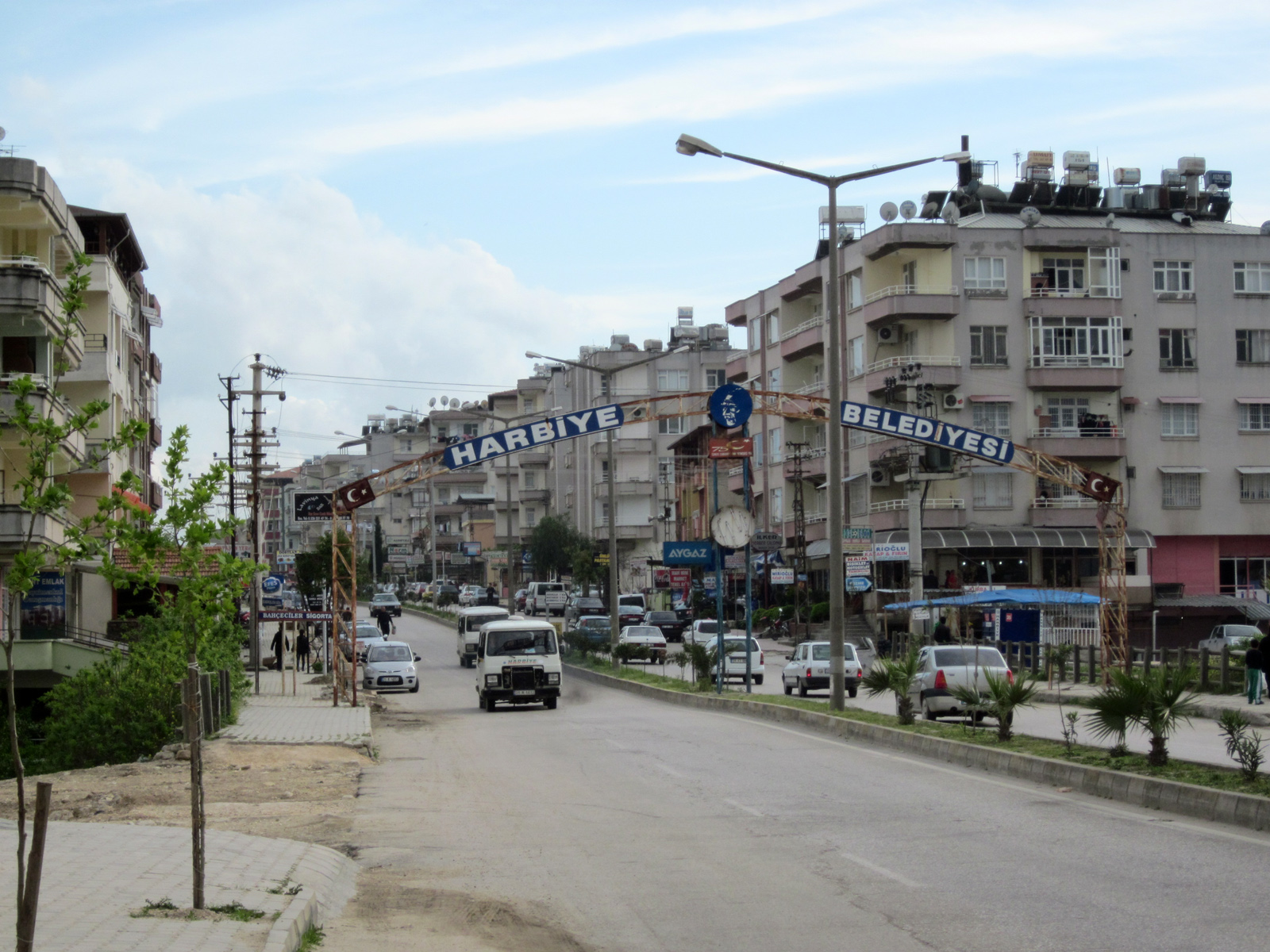
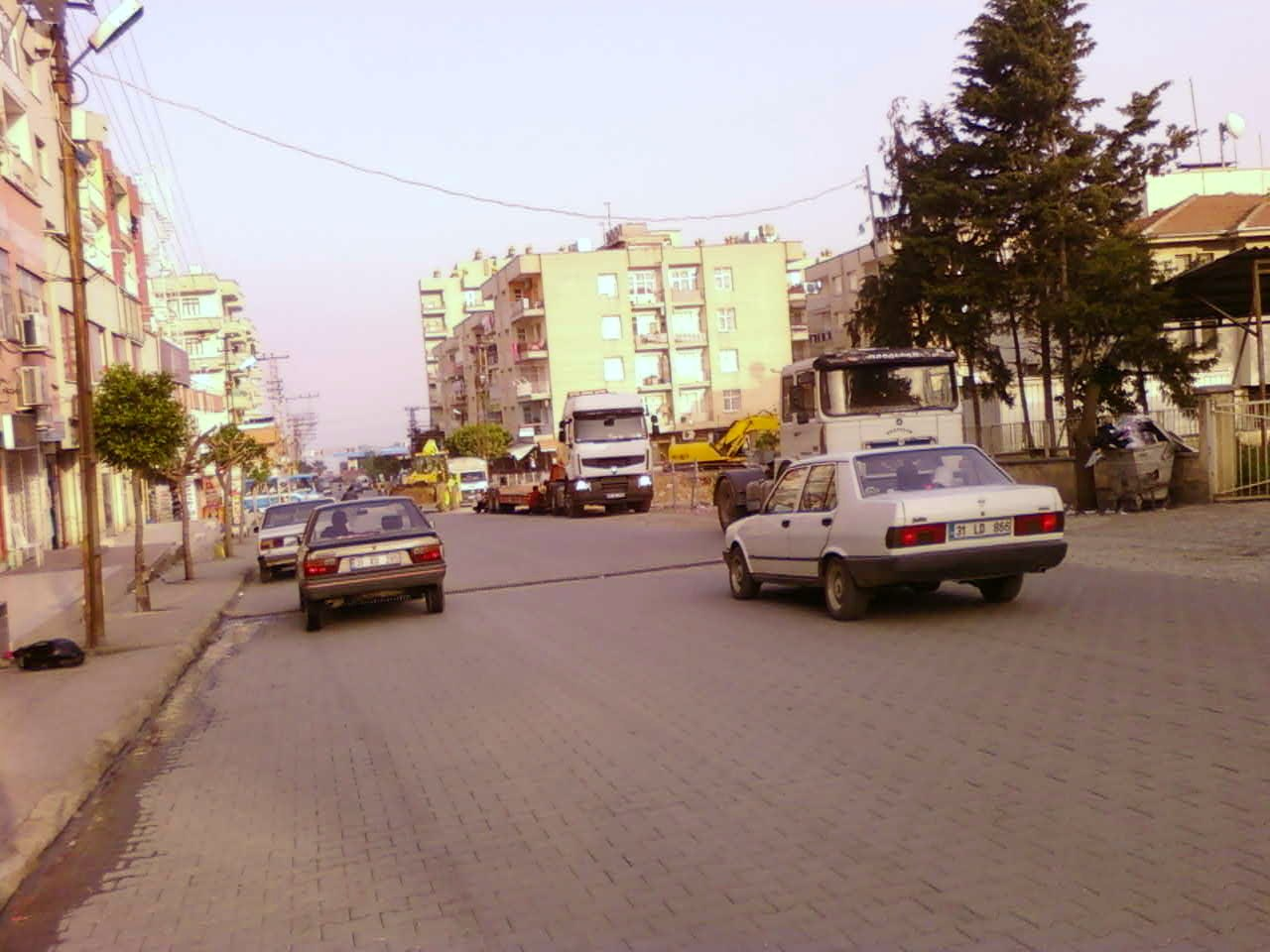
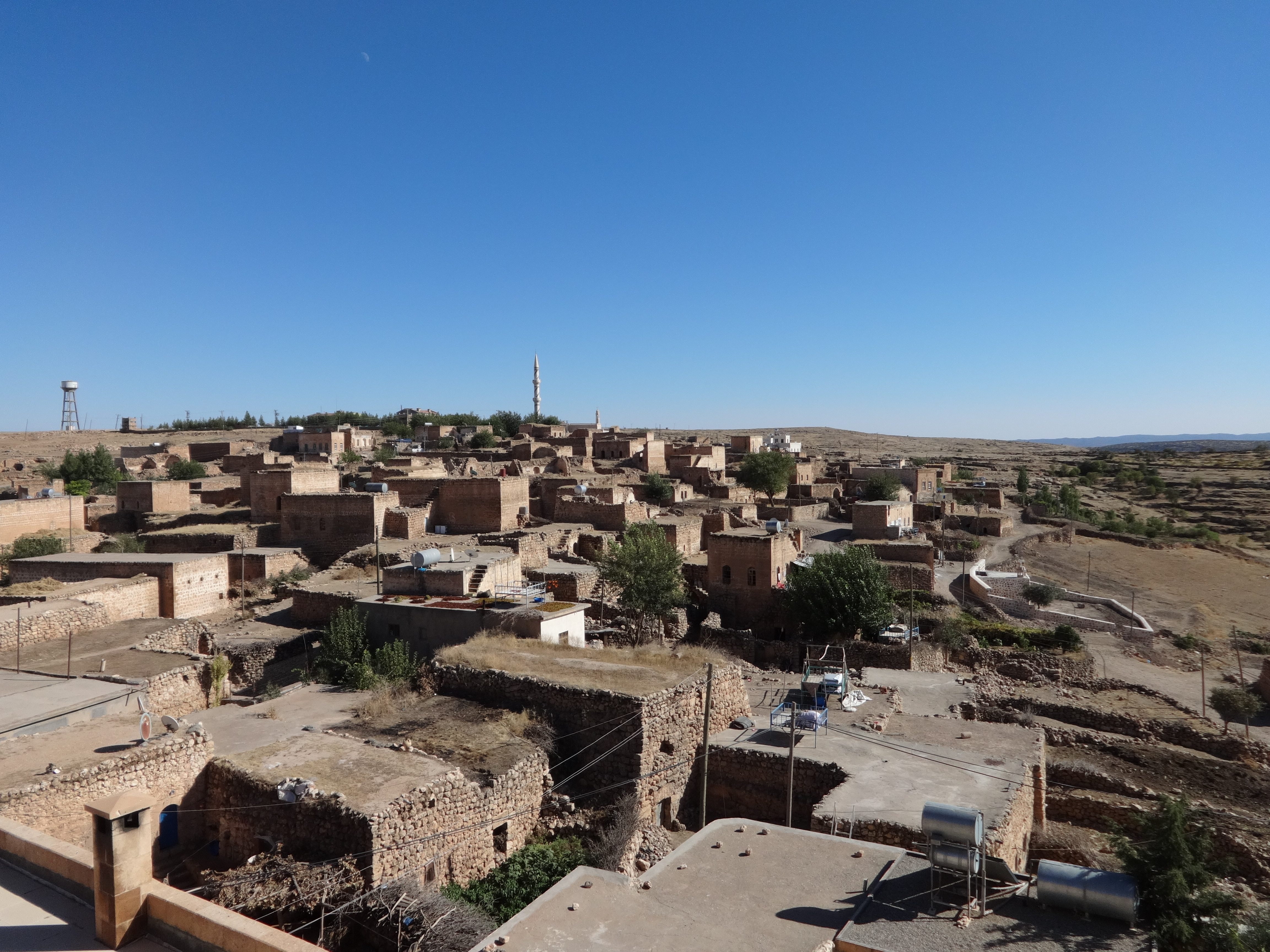
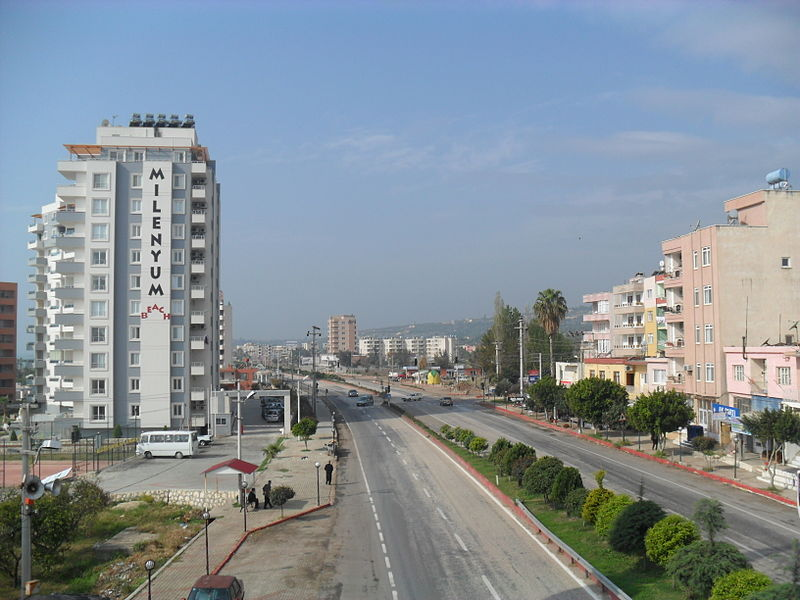